# カール・タアイナカアフェ
カール・タアイナカアフェ（Karl Tu'inukuafe、1993年2月21日 - ）は、元ラグビーユニオン選手。

## 略歴
ニュージーランドのオークランドにあるウェズリー・カレッジ（Wesley College）を卒業後、ラグビーを離れて体重が170キロまで増加し、医師の勧めでラグビーを再開した。
2015年から2020年まで、NPC（ナショナル・プロヴィンシャル・チャンピオンシップ、ニュージーランド州代表選手権）のノース・ハーバーに所属した。
クラブチームでは、2015年にフランスのRCナルボンヌに加入した。その後、ニュージーランドのチーフス、ブルーズに移る。
2018年6月9日、オールブラックス（ニュージーランド代表）としてフランスとのテストマッチに出場し、国際試合デビューを果たした。体重は35kg減量し135kgになり、オールブラックス選手としては史上2番目に重い選手としての出場となった（1位はNemia Tialataの136kg）。
2019年、ワールドカップ2019（日本大会）に出場。
2020年、ニュージーランド南北島間の対戦（2020 North vs South rugby union match）で、北島代表として出場した。
2022年、フランス選手権トップ14のモンペリエに加入。 
2025年2月5日、自身のInstagramアカウントで現役引退を発表した。 